# The Who Tour 2004
The Who Tour 2004 fue una gira mundial realizada por la banda británica The Who en 2004.

## Lista de canciones
1. "Who Are You"
2. "I Can't Explain"
3. "Substitute"
4. "Anyway, Anyhow, Anywhere"
5. "Another Tricky Day"
6. "Bargain"
7. "Baba O'Riley"
8. "Behind Blue Eyes"
9. "5.15"
10. "Sea and Sand"
11. "Love, Reign O'er Me"
12. "Eminence Front"
13. "You Better You Bet"
14. "Real Good Looking Boy"
15. "The Kids Are Alright"
16. "My Generation"/"Old Red Wine"
17. "Won't Get Fooled Again"
18. "Pinball Wizard"
19. "Amazing Journey"
20. "Sparks"
21. "See Me, Feel Me"

1. "I Can't Explain"
2. "Substitute"
3. "Anyway, Anyhow, Anywhere"
4. "Who Are You"
5. "Behind Blue Eyes"
6. "Baba O'Riley"
7. "The Punk and the Godfather"
8. "5.15"
9. "Love, Reign O'er Me"
10. "Eminence Front"
11. "Drowned" (Townshend solo acoustic)
12. "Naked Eye"
13. "Real Good Looking Boy"
14. "You Better You Bet"
15. "My Generation"/"Old Red Wine"
16. "Won't Get Fooled Again"
17. "Pinball Wizard"
18. "Amazing Journey"
19. "Sparks"
20. "See Me, Feel Me"
21. "Magic Bus"

1. "I Can't Explain"
2. "Substitute"
3. "Anyway, Anyhow, Anywhere"
4. "Baba O'Riley"
5. "Behind Blue Eyes"
6. "Real Good Looking Boy"
7. "Who Are You"
8. "Drowned" (Townshend solo acoustic)
9. "The Punk and the Godfather"
10. "Love, Reign O'er Me"
11. "Eminence Front"
12. "You Better You Bet"
13. "The Kids Are Alright"
14. "My Generation"/"Old Red Wine"
15. "Won't Get Fooled Again"
16. "Pinball Wizard"
17. "Amazing Journey"
18. "Sparks"
19. "See Me, Feel Me"

- "Long Live Rock" (Boston & Cardiff only)
- "Love Ain't for Keeping" (Boston only)
- "Young Man Blues" (Mose Allison) (New York only)
- "I'm One" (2nd Sydney Show only)

## Fechas de la gira
| Fecha               | Ciudad                    | País          | Lugar                       |
| Europa              | Europa                    | Europa        | Europa                      |
| ------------------- | ------------------------- | ------------- | --------------------------- |
| 22 de marzo de 2004 | London                    | England       | The Forum                   |
| 24 de marzo de 2004 | London                    | England       | The Forum                   |
| 25 de marzo de 2004 | London                    | England       | The Forum                   |
| 29 de marzo de 2004 | London                    | England       | Royal Albert Hall           |
| Norteamérica        |                           |               |                             |
| 20 de mayo de 2004  | Boston, Massachusetts     | United States | Tweeter Amphitheatre        |
| 22 de mayo de 2004  | New York City             | United States | Madison Square Garden       |
| Europa              |                           |               |                             |
| 7 de junio de 2004  | Birmingham                | England       | National Indoor Arena       |
| 10 de junio de 2004 | Cardiff                   | Wales         | Cardiff International Arena |
| 12 de junio de 2004 | Isle of Wight             | England       | Isle of Wight Festival      |
| Asia                |                           |               |                             |
| 24 de julio de 2004 | Yokohama                  | Japan         | Yokohama Stadium            |
| 25 de julio de 2004 | Osaka                     | Japan         | Osaka Dome                  |
| Australia           |                           |               |                             |
| 28 de julio de 2004 | Sydney                    | Australia     | Sydney Entertainment Centre |
| 29 de julio de 2004 | Sydney                    | Australia     | Sydney Entertainment Centre |
| 31 de julio de 2004 | Melbourne                 | Australia     | Vodafone Arena              |
| Norteamérica        |                           |               |                             |
| 3 de agosto de 2004 | Honolulu, Hawái           | United States | Neal S. Blaisdell Center    |
| 4 de agosto de 2004 | Maui, Hawái               | United States | A&B Amphitheatre            |
| 7 de agosto de 2004 | Mountain View, California | United States | Shoreline Amphitheatre      |
| 9 de agosto de 2004 | Los Ángeles, California   | United States | Hollywood Bowl              |